# Mandalaband III: BC Ancestors
Mandalaband III: BC Ancestors is het derde muziekalbum dat verscheen onder de naam Mandalaband. 

## Inleiding
Deze band bestaat eigenlijk alleen uit toetsenist en egyptoloog David Rohl. In zijn tijd als geluidstechnicus en producent heeft hij met een aantal bands samengewerkt en leden van die bands schakelde hij dan in om albums op te nemen en uit te geven. Na 32 jaar is echter de spoeling behoorlijk dun geworden. Ten tijde van de opnamen waren al overleden Ritchie Close, Mel Pritchard, Paul Young en Phil Chapman. Vlak na het uitgeven van dit album beroofde Woolly Wolstenholme zichzelf van het leven. Met Pritchard en Wolstenholme genoemd, de overige twee leden van Barclay James Harvest die nog mee deden bij het tweede album leven al jaren in onmin met elkaar: Les Holroyd en John Leese. Voor de andere hofleverancier van musici van het vorig album 10cc gold hetzelfde; Graham Gouldman en Eric Stewart gaan niet vriendelijk meer met elkaar om.
Rohl wilde toch een album maken en kwam toen terecht bij Maestoso de begeleidingsband van Wolstenholme. De muziek vertoonde dan ook grote overeenkomsten met de muziek van die band, zeker in de stukken die door Wolstenholme zelf zijn geschreven en gezongen.
Het duurde ook bij dit album lang om de gewenste muziek op te nemen, het merendeel in de privéstudio van Rohl in Spanje. Gedurende de termijn februari 2007 tot en met juni 2009 kwam de musici langs. Het conceptalbum gaat over onze voorvaderen voor Christus. Het is het domein van Rohl als Egyptoloog, die er qua chronologie een wat andere visie op na houdt ten opzichte van de meest gangbare.    

## Musici
- David Rohl, Wooly Wolstenholme – zang, toetsinstrumenten
- Troy Donockley – Uillean pipes (van Iona)
- Ashley Mulford – gitaar
- Kim Turner – toetsinstrumenten
- Sergio Garcia Lajo – akoestische gitaar
- Craig Fletcher – basgitaar
- Jose Manuel Medina - toetsinstrumenten
- Barbara en Briony Macanas- zang
- Geoff Richardson – altviool (ooit van Caravan)

## Muziek
| Nr. | Titel                                  | Duur |
| --- | -------------------------------------- | ---- |
| 1.  | Ancestors (Medina, Rohl)               | 3:58 |
| 2.  | Eden (Rohl)                            | 4:39 |
| 3.  | Nimrod (Wolstenholme)                  | 4:52 |
| 4.  | Shemsu-Har (Medina, Rohl)              | 3:04 |
| 5.  | Karum Kanesh (Rohl)                    | 5:11 |
| 6.  | Beautiful Babylon (Rohl)               | 3:20 |
| 7.  | The sons of Anak (Rohl)                | 4:50 |
| 8.  | Aten (Medina, Rohl)                    | 4:59 |
| 9.  | Ozymandias (Rohl, Turner)              | 4:50 |
| 10. | Solomon the wise (Rohl, Turner)        | 5:35 |
| 11. | Akhiyama (Rohl)                        | 5:44 |
| 12. | The wine-dark sea (Donockley, Rohl)    | 4:24 |
| 13. | Elissa (Barbara Macanas, Rohl, Turner) | 5:32 |
| 14. | Roots (Wolstenholme)                   | 6:58 |